# 約束 (Roseliaの曲)
『約束』（やくそく）は、2020年1月15日に発売されたRoseliaの10thシングルである。
通常盤（BRMM-10227）とBlu-ray付生産限定盤（BRMM-10226）の二種類がリリースされる。生産限定盤のBlu-rayにはアニメ『BanG Dream! 3rd Season』#2～3、「バンドリ!TV」特別編 #2を収録。

## 歌詞・音楽性
表題曲の「約束」はスマートフォン向けゲーム「バンドリ! ガールズバンドパーティ!」において、今井リサが制作したという設定であり、実際の楽曲においてはボーカルの相羽あいなとリサ役の中島由貴の2人が歌っている。
同楽曲の歌詞では、リサと友希那の思い出であるシロツメクサが登場したり、取り繕って生きてきた友希那がRoseliaとの出会いにより自分を出せるようになったことを示す言葉もあり、相羽あいなにインタビューをしたナタリーのはるのおとはこのプロジェクトらしい曲であるとしている。また、インタビューに同席していたRAISE A SUILENのRaychellも、友希那からリサへ向けられた「陽だまりロードナイト」とから異なる2人の関係性を見出したと話している。
カップリング曲の「"UNIONS" Road」もミドルテンポの楽曲であり、相羽は「この曲に関してはアウトロ前の『私達は 五人で「私達」になる』という部分にすべて込められてると思っています。」とはるのおととのインタビューの中で話しており、「約束」同様、今の友希那だからこそ歌える曲であると説明している。当初、この部分は相羽一人で歌う予定だったが、ドラムの櫻川めぐの提案により、ある仕掛けが施された。

## 収録曲
CD（生産限定盤・通常盤共通）
- 全作詞：織田あすか*[4]

1. 約束
  - 作曲・編曲：竹田祐介*[4]
2. “UNIONS” Road
  - 作曲・編曲：藤永龍太郎*[4]
3. 約束（instrumental）
4. “UNIONS” Road（instrumental）

Blu-ray（生産限定盤のみ）
1. アニメ『BanG Dream! 3rd Season』 #2～3
2. 「バンドリ!TV」特別編 #2

## パフォーマンス
「UNIONS” Road」は、2021年12月11日と12日に名古屋国際会議場にあるセンチュリーホール行でわれたワンマンライブにて初めて披露された。
また表題曲「約束」はRauschにて初披露された。またこの楽曲披露時に中島由貴がラスサビにて目を潤ませていた。